# Pentaceraster alveolatus
Pentaceraster alveolatus is een zeester uit de familie Oreasteridae.
De wetenschappelijke naam van de soort werd in 1875 gepubliceerd door Edmond Perrier.